# Костомукшское железорудное месторождение
Костому́кшское железору́дное месторожде́ние — российское железорудное месторождение на территории Костомукшского муниципального округа Республики Карелия.

## Общие сведения
Разрабатывается открытым способом. Разработку осуществляет АО «Карельский окатыш», входящее в ПАО «Северсталь». Среднегодовая добыча руды около 24 млн тонн. Главный административный и промышленный центр разработки — город Костомукша.
Месторождение включает 2 залежи железной руды на глубине от 0 до 40 м: основную рудную (длиной 12,5 км, толщина до 270 м) и переслаивания (свыше 40 рудных тел длиной 0,1—6,7 км, толщиной 1—80 м). Руды представлены железистыми кварцитами. Основной рудный минерал — магнетит. Вредные примеси — фосфор, сера. Разведанные запасы руды 1156 млн т со средним содержанием Fe 32,2 %.

## История
Открыто в 1946 году в процессе аэромагнитной съёмки, разведочные работы были произведены в 1946—1954 годах, разрабатывается с 1982 года.
Балансовые запасы железных руд были утверждены ГКЗ СССР (протокол № 8668 от 19.12.1980 г.) как подготовленные для освоения, их количество составило по категориям В+С1 1107,655 млн тонн, по категории С2 — 261,931 млн тонн. Кроме того, было подсчитано 1023,025 млн тонн забалансовых железных руд, включая руды некондиционные по содержанию Fe магн и руды, находящиеся за контурами карьера. При проектной производительности горно-обогатительного комбината 24 млн тонн сырой руды в год его обеспеченность разведанными запасами месторождения оценивалась в 45 лет.
Оценка прогнозных ресурсов железных руд месторождения проводилась неоднократно. По состоянию на 01.01.1983 г. они были оценены Министерством геологии СССР по категории Р1 в количестве 1100 млн тонн. В 1985 г. по результатам прогнозно-металлогенических исследований решением НТС ПГО «Севзапгеология» было поставлено на учёт 1300 млн тонн железных руд по категории Р1 до глубины 800 м и 1400 млн тонн потенциальных ресурсов железных руд (Рп) в интервале глубин 800—1200 м.
За открытие и разработку месторождения коллективу геологов Министерства геологии СССР была присуждена в 1985 году Государственная премия СССР в области науки и техники.
В последующем основная часть прогнозных ресурсов железных руд месторождения была снята с учёта в связи с отсутствием реальных перспектив их дальнейшего геологического изучения и промышленного освоения. Прогнозные ресурсы железных руд месторождения, в количестве 300 млн тонн по категории Р1 были приняты научно-техническим советом Департамента природных ресурсов по Северо-Западному региону в декабре 2001 года.